# Perdicium
Perdicium L., 1760 è un genere di piante angiosperme dicotiledoni della famiglia delle Asteraceae, endemico delle Province del Capo (Sudafrica).

## Descrizione
Le specie di questa voce sono piante scapose perenni con portamenti erbacei.
In genere sono presenti sia foglie basali che cauline. Le foglie lungo il caule sono disposte in modo alternato. Quelle basali spesso formano delle rosette (disposizione rosulata). La forma delle lamine è strettamente obovata con bordi grossolanamente lobati, talvolta roncinati o sparsamente seghettati.
Le infiorescenze sono composte da capolini terminali scaposi e solitari. I capolini sono eterogami, disciformi e sono formati da un involucro a forma campanulata composto da brattee (o squame) all'interno delle quali un ricettacolo fa da base ai fiori di due tipi (più o meno): tubulosi e ligulati. Le brattee, simili a foglie, disposte su alcune serie in modo embricato sono di vario tipo e consistenza. Il ricettacolo, pubescente o glabro, a forma convessa, è nudo (senza pagliette).
I fiori sia quelli tubulosi che ligulati sono tetra-ciclici (ossia sono presenti 4 verticilli: calice – corolla – androceo – gineceo) e pentameri (ogni verticillo ha 5 elementi). I fiori sono ermafroditi, actinomorfi o zigomorfi e fertili. In genere i fiori del raggio (quelli periferici) sono femminili e disposti in modo uniseriale, con corolla bilabiata (più o meno zigomorfa) e glabra (gli staminoidi sono assenti). I fiori del disco (quelli centrali), sono ermafroditi, con corolle a 5 lobi (actinomorfe) oppure (inizialmente) subligulati.
- Formula fiorale:

*/x K {\displaystyle \infty }, [C (5), A (5)], G 2 (infero), achenio
- Calice: i sepali del calice sono ridotti ad una coroncina di squame.
- Corolla: la corolla è formata da un tubo terminante in modo bilabiato. Nei fiori periferici il labbro esterno termina con 3 piccoli denti; quello interno ha due lunghi lobi. I colori sono: bianco.
- Androceo: gli stami sono 5 con filamenti liberi, glabri o papillosi e distinti, mentre le antere sono saldate in un manicotto (o tubo) circondante lo stilo. Le antere in genere hanno una forma sagittata con base caudata (lunga e intera). Il polline normalmente è tricolporato a forma sferica (può essere microechinato).
- Gineceo: lo stilo è filiforme e glabro; gli stigmi dello stilo sono due divergenti, moderatamente lunghi e papillosi all'esterno, ottusi all'apice. Lo stilo è mancante del nodo basale, ma spesso è presente un disco nettarifero. L'ovario è infero uniloculare formato da 2 carpelli. L'ovulo è unico e anatropo.

I frutti sono degli acheni con pappo. La forma dell'achenio in genere è fusiforme (raramente è obcompressa) con alcune coste longitudinali. Il pericarpo può essere di tipo parenchimatico, altrimenti è indurito (lignificato) radialmente; la superficie è densamente papillosa o glabra. Il carpopodium è assente, oppure ha delle forme anulari. Il pappo, formato da una o più serie di setole piumose o barbate, connato alla base, è direttamente inserito nel pericarpo o connato in un anello parenchimatico posto sulla parte apicale dell'achenio.

## Biologia
- Impollinazione: l'impollinazione avviene tramite insetti (impollinazione entomogama tramite farfalle diurne e notturne).
- Riproduzione: la fecondazione avviene fondamentalmente tramite l'impollinazione dei fiori (vedi sopra).
- Dispersione: i semi (gli acheni) cadendo a terra sono successivamente dispersi soprattutto da insetti tipo formiche (disseminazione mirmecoria). In questo tipo di piante avviene anche un altro tipo di dispersione: zoocoria. Infatti gli uncini delle brattee dell'involucro si agganciano ai peli degli animali di passaggio disperdendo così anche su lunghe distanze i semi della pianta.

## Distribuzione e habitat
Le specie di questo gruppo sono distribuite in Sudafrica.

## Tassonomia
La famiglia di appartenenza di questa voce (Asteraceae o Compositae, nomen conservandum) probabilmente originaria del Sud America, è la più numerosa del mondo vegetale, comprende oltre 23.000 specie distribuite su 1.535 generi, oppure 22.750 specie e 1.530 generi secondo altre fonti (una delle checklist più aggiornata elenca fino a 1.679 generi). La famiglia attualmente (2021) è divisa in 16 sottofamiglie.

### Filogenesi
La sottofamiglia Mutisioideae, nell'ambito delle Asteraceae occupa una posizione "basale" (si è evoluta precocemente rispetto al resto della famiglia) ed è molto vicina alla sottofamiglia Stifftioideae. La tribù Mutisieae con la tribù Nassauvieae formano due "gruppi fratelli" ed entrambe rappresentano il "core" della sottofamiglia.
Il genere Perdicium è descritto all'interno della tribù Mutisieae, raggruppamento che la classificazione tradizionale collocava all'interno della sottofamiglia Cichorioideae e che la moderna classificazione filogenetica ha ricollocato, ridisegnandone i confini, all'interno della sottofamiglia Mutisioideae. Provvisoriamente il genere fa parte del gruppo informale Gerbera Complex.
All'interno del "Gerbera Complex" il genere di questa voce, da un punto di vista filogenetico e quindi evolutivo, fa parte del "Clade B" formato dai generi Chaptalia, Gerbera, Leibnitzia, Oreoseris, Piloselloides e Perdicium. Le possibili date relative alla divergenza di questo genere dal clade B variano da 12 a 5 milioni di anni fa.
I caratteri distintivi per le specie di questo genere sono:
- le piante sono delle erbe scapose perenni;
- le corolle sono bilabiate (i fiori centrali hanno corolle subbilabiate o tubolari);
- i rami dello stilo sono papillosi;
- il pappo degli acheni è connato alla base.

### Elenco specie
Comprende le seguenti 2 specie:
- Perdicium capense L.
- Perdicium leiocarpum DC.